# 格拉布斯鎮區 (阿肯色州傑克遜縣)
格拉布斯鎮區（英語：Grubbs Township）是位於美國阿肯色州傑克遜縣的一個行政鎮區。

## 地方資料
格拉布斯鎮區的面積為105.29平方千米，當中陸地面積為105.08平方千米，而水域面積為0.21平方千米。根據2010年美國人口普查的數據，當地共有人口572人，而人口密度為每平方千米5.43人。